# Govern de coalició
Un govern de coalició o un gabinet de coalició és un gabinet del poder executiu del govern parlamentari en què representants de diversos partits en són membres. Aquests governs es formen quan cap partit aconsegueix la majoria absoluta al parlament i, per tant, dos o més partits han de cooperar per elegir un primer ministre o president. Un govern de coalició també pot formar-se en temps de crisi nacional, com ara en temps de guerra, per donar al govern un grau major de legitimitat política i reduir les diferències polítiques internes; en aquests casos, tanmateix les coalicions sovint integren tots els partits en governs d'unitat nacional. Si una coalició es col·lapsa, es realitza una moció de censura per convocar eleccions.
Els governs de coalició són comuns als Estats parlamentaris amb sistemes de representació proporcional. Els Estats presidencialistes o congressuals no formen governs de coalició, ja que el president és elegit per vot directe de manera separada del Congrés o Parlament, i és ell qui nomena els membres del gabinet, amb aprovació d'almenys una de les Cambres Legislatives.
Quan cap partit no aconsegueix la majoria necessària en les eleccions generals, els partits poden formar gabinets de coalició amb el suport d'una majoria parlamentària, o governs de minoria, si la constitució en permet un. Si els governs opten per la coalició amb una majoria parlamentària, aquesta forma de govern tendeix a ser més estable i de més duració que els governs de minoria. Els governs de coalició són subjectes a les lluites internes entre els diversos partits que en són membres. Els governs de minoria, per la seva banda, han d'aconseguir el suport del parlament per evitar una moció de censura.
A Espanya, des de les eleccions municipals i autonòmiques de 2015 Eleccions municipals espanyoles de 2015 Elecciones autonómicas de España de 2015, i des de les eleccions generals de 2019 Eleccions generals espanyoles de novembre de 2019; conformant governs amb diferents composicions.